# Say Something
«Say Something» (с англ. — «Скажи что-нибудь») — песня американского певца Джастина Тимберлейка, вышедшая при участии Криса Стэплтона 25 января 2018 года в качестве третьего сингла с его пятого студийного альбома Man of the Woods (2018).
Песня дебютировала на 9-м месте в американском основном хит-параде Billboard Hot 100, став 19-м сольным хитом Тимберлейка в лучшей его десятке top-10, и первым — для. Сингл достиг первого места в чартах таких стран как Словакия и Словения, и была в десятке лучших в нескольких других странах (Австрия, Бельгия, Венгрия, Великобритания, Германия, Канада, Нидерланды, Польша, Чехия, Швейцария, Шотландия). 13 февраля 2018 года была запущена на радио contemporary hit radio. Живая концертная версия выступления дуэта вышла 31 марта. «Say Something» была номинирована на Грэмми в категории Best Pop Duo/Group Performance (61-я церемония «Грэмми»).

## Предыстория
Джастин Тимберлейк и Крис Стэплтон впервые сотрудничали на церемонии награждения 2015 Country Music Association Awards, исполнив песни «Tennessee Whiskey» и «Drink You Away». Изначально Стэплтон писал песни для альбома только с Тимберлейком, а затем его попросили спеть в «Say Something». Он рассказал журналу Billboard: «Я действительно просто поехал в Лос-Анджелес, чтобы писать с ним песни, это очень плавный процесс, с ним многое происходит. Это был один из тех случаев, когда не было никакого плана. Он сказал: „Хорошо, ты прыгаешь туда и берёшь куплет“, а я такой: „Ты хочешь, чтобы я сделал что?“ … Все вышло отлично. Мне было очень весело с ним, он — великая творческая сила и один из тех парней, с которыми, если у вас есть шанс поработать, вы должны это сделать».

## Композиция
«Say Something» — это кантри-рок-баллада, в которой электронные структуры ранее выпущенных песен «Filthy» и «Supplies» альбома Man of the Woods сочетаются со стилем кантри-блюза Стэплтона. Песня включает в себя элементы госпела, поп-музыки, акустического соула и джаза. Тимберлейк и Тимбалэнд ранее использовали звуки кантри, такие как гитары с твинг-гитарой в таких треках, как «What Goes Around... Comes Around». В песне есть слова о размышлениях и сожалениях, размышления о социальном давлении, когда нужно что-то сказать, а ты не уверен, действительно ли это так. Автор Nashville Scene Стивен Трэгесер интерпретировал текст как:
«…признание того, что человек с такой степенью известности, как у Тимберлейка, может принести больше пользы, занимая меньше места. Например, осознание того, что участие в решении вопросов, волнующих общественность, может легко превратиться в мероприятие, ориентированное на него и его имидж, а не на реальное служение делу»

## Отзывы
Песня получила положительные отзывы музыкальной критики и интернет-изданий: CMT, Billboard, Nashville Scene, Taste of Country, The Washington Post, Uproxx, Joe, Slate, Idolator, HotNewHipHop, MTV, MTV UK. Иной взгляд изложили Pitchork и Spin.

## Награды и номинации
| Год  | Награда                  | Категория                      | Результат | Ссылка |
| ---- | ------------------------ | ------------------------------ | --------- | ------ |
| 2018 | CMT Music Awards         | Video of the Year              | Номинация | [ 22 ] |
| 2018 | CMT Music Awards         | Collaboration of the Year      | Номинация | [ 22 ] |
| 2018 | MTV Video Music Awards   | Best Direction                 | Номинация | [ 23 ] |
| 2018 | Teen Choice Awards       | Choice Song: Male Artist       | Номинация | [ 24 ] |
| 2018 | UK Music Video Awards    | Best Live Video                | Победа    | [ 25 ] |
| 2019 | Grammy Awards            | Best Pop Duo/Group Performance | Номинация | [ 4 ]  |
| 2019 | iHeartRadio Music Awards | Song of the Year               | Номинация | [ 26 ] |

## Музыкальное видео
Видеоклип поставил режиссёр Arturo Perez Jr. и продюсер La Blogothèque, а снято оно было с использованием техники, известной как «continuous motion». Съёмки проходили в памятнике архитектуры Брэдбери-билдинг (Лос-Анджелес) — известном по его появлению в культовом фантастическом фильме 1982 года Бегущий по лезвию — с лифтами, балконами и лестницами, которые «олицетворяли лабиринт». Съёмочная команда включала 17 музыкантов и хор из 60 персон, и все появились вместе в видео за один заход записи.
Видео выиграло в номинации Best Live Video на церемонии 2018 UK Music Video Awards. Также видео получило две номинации в категориях Video of the Year и Collaborative Video of the Year на церемонии 2018 года CMT Music Awards, MTV Video Music Award for Best Direction и на церемонии iHeartRadio Much Music Video Award в категории Best Director. Ещё одна номинация была в категории Best Music Video на церемонии Camerimage Festival (2018).

## Концертные выступления
5 февраля 2018 года Тимберлейк и Стэплтон исполнили «Say Something» во время пост-Супербоул LII-эпизода во время шоу The Tonight Show Starring Jimmy Fallon.
21 февраля 2018 года Тимберлейк и Стэплтон исполнили «Say Something» во время британской церемонии награждения 2018 Brit Awards.

## Коммерческий успех
В Соединённых Штатах «Say Something» дебютировал на девятом месте в хит-параде Billboard Hot 100 с 98 000 загрузками, и дополнительными 21 000 за неделю до отслеживания и ещё 12,8 миллионов потоков (стримов). Сингл также стал седьмым хитом для Тимберлейка, побывавшем на первом месте в цифровом чарте, впервые после «Can’t Stop the Feeling!» в 2016 году. Песня была продана 431 000 загрузок в стране По состоянию на июнь 2018 года было продано 431 000 загрузок.
В 2018 году «Say Something» был назван в числе лучших песен года журналом Billboard (№ 85 в итоговом списке года Billboard Hot 100).
В 2019 году «Say Something» получил платиновую сертификацию в Великобритании, став шестым сольным синглом Тимберлейка с таким достижением.

## Позиции в чартах

### Еженедельные чарты
| Чарт (2018)                            | Высшая позиция |
| -------------------------------------- | -------------- |
| Argentina Anglo (Monitor Latino)       | 17             |
| Австралия (ARIA)                       | 19             |
| Австрия (Ö3 Austria Top 40)            | 9              |
| Бельгия/Фландрия (Ultratop 50)         | 5              |
| Бельгия/Валлония (Ultratop 50)         | 4              |
| Канада (Billboard Canadian Hot 100)    | 6              |
| СНГ (TopHit)                           | 11             |
| Канада (Billboard AC)                  | 6              |
| Канада (Billboard CHR/Top 40)          | 13             |
| Канада (Billboard Hot AC)              | 4              |
| Чехия (Rádio — Top 100)                | 2              |
| Чехия (Singles Digitál Top 100)        | 11             |
| Дания (Tracklisten)                    | 11             |
| Франция (SNEP)                         | 69             |
| Германия (GfK)                         | 9              |
| Венгрия (Rádiós Top 40)                | 27             |
| Венгрия (Single Top 40)                | 7              |
| Венгрия (Stream Top 40)                | 14             |
| Ирландия (IRMA)                        | 16             |
| Италия (FIMI)                          | 42             |
| Нидерланды (Dutch Top 40)              | 7              |
| Нидерланды (Single Top 100)            | 24             |
| Новая Зеландия (Recorded Music NZ)     | 20             |
| Норвегия (VG-lista)                    | 39             |
| Португалия (AFP)                       | 23             |
| Россия (TopHit)                        | 13             |
| Шотландия (OCC Scotland)               | 2              |
| Словакия (Rádio — Top 100)             | 1              |
| Словакия (Singles Digitál Top 100)     | 17             |
| Словения (SloTop50)                    | 1              |
| Испания (PROMUSICAE)                   | 18             |
| Швеция (Sverigetopplistan)             | 28             |
| Швейцария (Schweizer Hitparade)        | 6              |
| Великобритания (OCC UK Singles)        | 9              |
| США (Billboard Hot 100)                | 9              |
| США (Billboard Adult Contemporary)     | 16             |
| США (Billboard Adult Pop Airplay)      | 8              |
| США (Billboard Dance/Mix Show Airplay) | 30             |
| США (Billboard Pop Airplay)            | 15             |

## Сертификации
| Регион                                                                      | Сертификация  | Продажи   |
| --------------------------------------------------------------------------- | ------------- | --------- |
| Австралия (ARIA)                                                            | 2× Платиновый | 140 000   |
| Бельгия (BEA)                                                               | Золотой       | 10 000    |
| Бразилия (ABPD)                                                             | Бриллиантовый | 160 000   |
| Канада (Music Canada)                                                       | 2× Платиновый | 160 000   |
| Дания (IFPI Danmark)                                                        | Платиновый    | 90 000    |
| Франция (SNEP)                                                              | Платиновый    | 200 000   |
| Германия (BVMI)                                                             | Золотой       | 200 000   |
| Италия (FIMI)                                                               | Платиновый    | 50 000    |
| Новая Зеландия (RMNZ)                                                       | 2× Платиновый | 60 000    |
| Польша (ZPAV)                                                               | 2× Платиновый | 40 000    |
| Швейцария (IFPI Switzerland)                                                | Платиновый    | 20 000    |
| Великобритания (BPI)                                                        | Платиновый    | 600 000   |
| США (RIAA)                                                                  | 3× Платиновый | 3 000 000 |
| Данные о продажах + прослушиваниях приведены только на основе сертификации. |               |           |